# Dan Scavino
Daniel «Dan» Scavino (14 de enero de 1976) es un asesor político estadounidense. Miembro del Partido Republicano, se desempeñó en la administración Trump como subdirector de gabinete de comunicaciones de la Casa Blanca de 2020 a 2021, y director de redes sociales de 2017 a 2021. Scavino anteriormente fue gerente general de Trump National Golf Club Westchester y director de redes sociales de la campaña presidencial de Donald Trump de 2016.
El 13 de noviembre de 2024, Trump anunció que Scavino regresaría como subjefe de gabinete en su segundo mandato.

## Primeros años y educación
Scavino nació en Nueva York y es de ascendencia italiana. Se crio en el área de la ciudad de Nueva York. En 1992, Scavino fue seleccionado como caddie para la fiesta de golf de Trump en Briar Hall Country Club (más tarde rebautizado como Trump National Golf Club Westchester). Se graduó de la Universidad Estatal de Nueva York en Plattsburgh en 1998 con una Licenciatura en Artes.

## Carrera
Scavino trabajó durante algunos años en Coca-Cola en el departamento de ventas y como representante farmacéutico en Galderma, antes de convertirse en gerente asistente en 2004 y luego gerente general en 2008 del Trump National Golf Club Westchester.